# Håkon Eiriksson

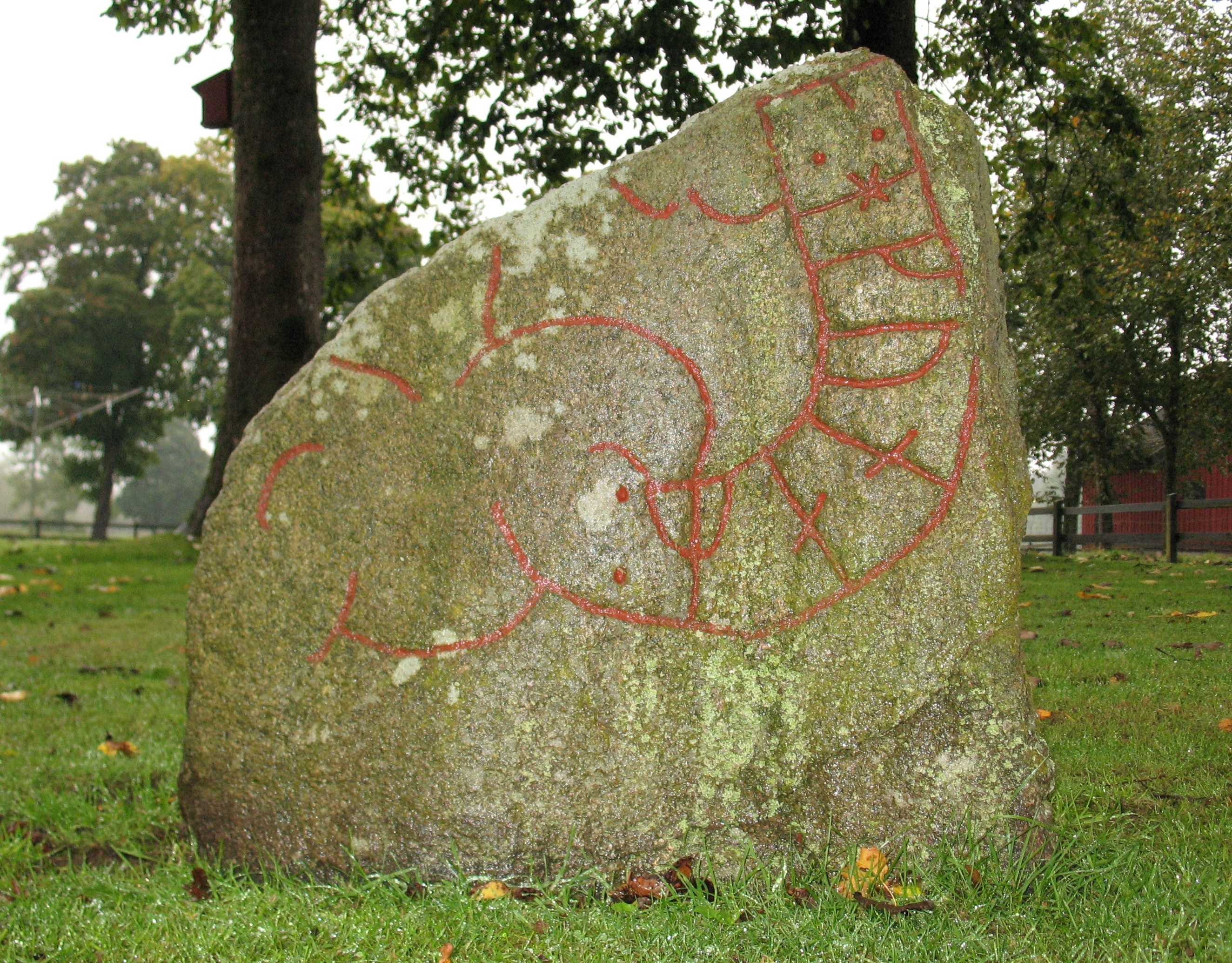
Håkon Eiriksson és probablement el Håkon Jarl que s'esmenta a la pedra rúnica de Komstad SM 76.

Håkon Eiriksson (m. 1029-1030) va ser Jarl de Lade i rei vassall de Noruega sota el govern del rei danès Canut el Gran.
Håkon Eiriksson pertanyia a una dinastia de nobles noruecs a l'est de Trondheim, al costat de la frontera de Trondheimsfjord. Håkon era fill de Eirik Håkonsson, col · regent de Noruega i jarl de Northumbria, Anglaterra. La seva mare és acceptada i identificada entre els historiadors com Gytha, germanastra del rei Canut i filla de Svend I de Dinamarca i Sigrid l'Altiva. Després de la batalla de Svolder, Eirik Håkonson, juntament amb Sveinn Hákonarson, es van convertir en reis subjugats de Noruega sota el domini de Svend I. Cap 1014 o 1015 Eirik Håkonson va deixar Noruega per unir-se a l'exèrcit de Canó en la seva campanya de conquesta a Anglaterra. Canó li va atorgar el títol de jarl de Northumbria quan va prendre control del nord, títol que va conservar fins a la seva mort entre 1023 i 1033.
Com successor del seu pare a Noruega, Håkon Eiriksson va governar com a vassall dels danesos des 1012 fins a 1015, juntament amb Einar Tambarskjelve i Sveinn Hákonarson, mantenint algunes àrees com a vassall suec. Després d'alguns anys d'absència a Anglaterra lluitant amb els danesos, Olaf II va tornar a Noruega l'any 1015 i es va proclamar rei, rebent el suport dels cabdills de Oppland. L'any 1016, Olaf va derrotar Sveinn Hákonarson a la batalla de Nesjar. Després de la victòria d'Olaf, Håkon escapà a Anglaterra a on fou rebut pel rei Canut i el nomenà comte de Worcester. Després de la batalla de Helgeå, els nobles noruecs s'uniren a Canut. L'any 1028, Håkon Eiriksson tornà com a governant de Noruega i vassall de Canut. Håkon morí en un naufragi a Pentland Firth, entre les Illes Òrcades i la costa escocesa, a finals de 1029 o principis de 1030.